# Angrod
Angrod byl v Tolkienově Středozemi syn Finarfina, krále v Tirionu a jeden z knížat Noldor.
Angrod byl starší bratr Galadriel a Aegnora, a mladší bratr Finroda Felagunda. Připojil se k útěku Noldor do Středozemě, a i se svým bratrem stál při Fingonovi. Nemluvil však proti svým otcům. Po spálení lodí v Losgaru byl nucen s Fingolfinovým zástupem jít přes Helcaraxë. Po příchodu do Středozemě přišel jako první z Vyhnanců došel do Menegrothu za Thingolem. Vyprávěl o příchodu Noldor, avšak vynechal zabíjení rodných v Alqualondë. Thingol ho poslal zpět se zprávou, kde mají Noldor povolení založit své říše. Po Caranthirově prohlášení, ať 'neběhá žalovat tomu Temnému elfovi', se naštval a odešel z rady. Měl svou říši spolu s Aegnorem na vysočině Dorthonion. V Dagor Aglarebu nesli hlavní nápor útoku. Aegnor a Angrod byli oba zabiti v Dagor Bragollachu, když na Dorthonion opět zaútočila hlavní skřetí armáda a tentokrát vysočinu dobyla.
Jeho manželka byla elfí paní jménem Eldalótë, což znamená 'elfský květ " (Eðellos v Sindarštině).
Podle Silmarillionu byl Orodreth nikoli jeho syn, ale jeho bratr a Gil-galad byl syn Fingona, nikoli jeho vnuk.